# Святой Григорий I (Микеланджело)
«Святой Григорий I» (итал. San Gregorio) — одна из четырех мраморных статуй, созданных Микеланджело ок. 1501−1504 гг, для алтаря Пикколомини Сиенского собора[а].

## История создания

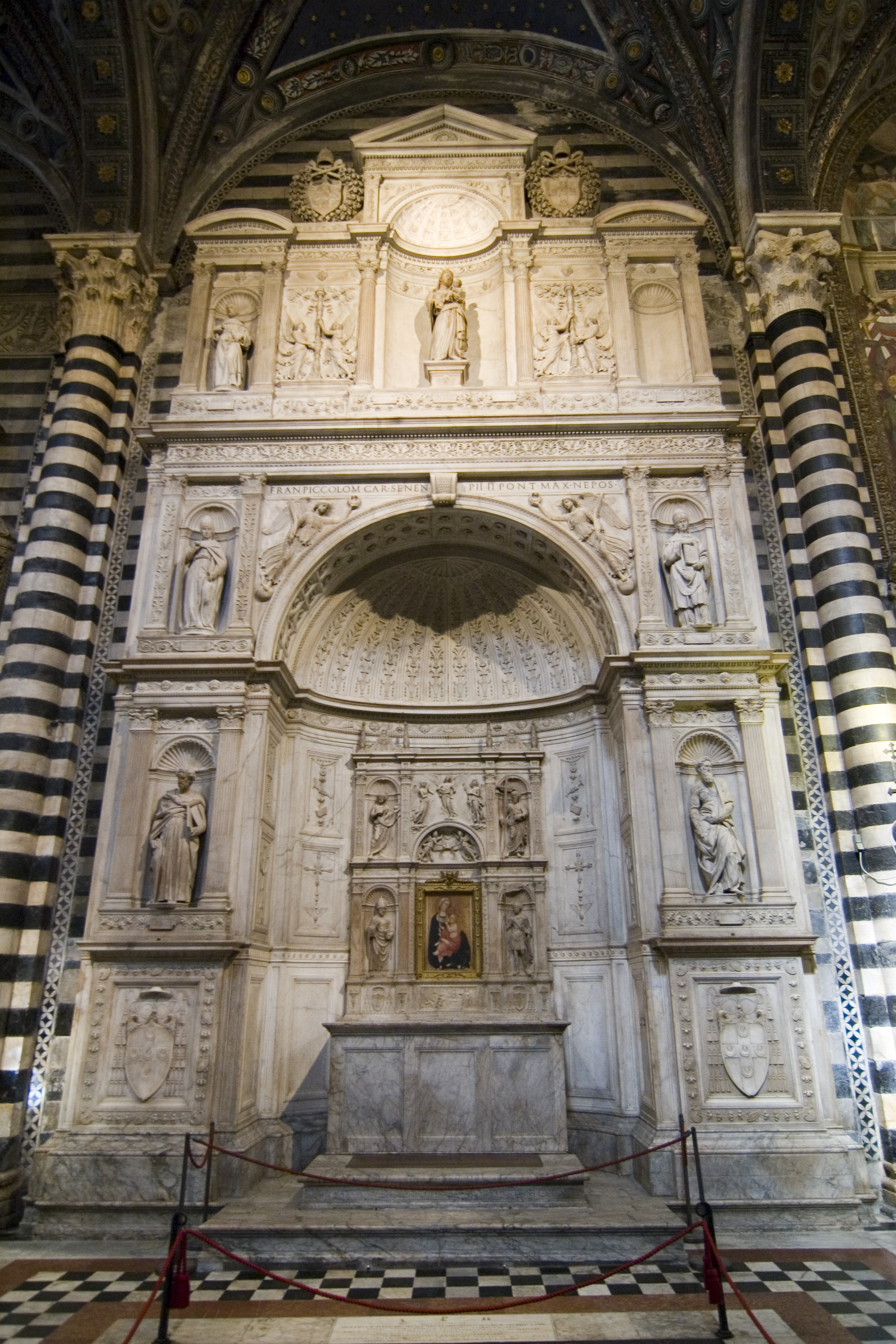
Алтарь Пикколомини (Сиена)

Скульптура «Святой Григорий I» предназначалась для капеллы Пикколомини в Сиенском соборе. Микеланджело подписал договор на пятнадцать статуй для алтаря, которые должны были быть сделаны до 1504 года. Но были выполнены только четыре статуи («Святой Павел», «Святой Петр», «Святой Григорий I» и «Святой Пий I»).
Ни Вазари, ни Кондиви не упоминают об этих работах Микеланджело. Лоуренс Дженкенс, профессор Новоорлеанского университета, считает, что Микеланджело сам мог относиться к этим работам как результатам юности и спешки.

## Описание
Статуя изображает святого Григория I, шестьдесят четвёртого папу Римского. На голове святого — папская тиара. Он держит перед собой книгу, а голова слегка наклонена направо, что усиливает ощущение торжества. Левая нога чуть выставлена вперед, но это движение почти полностью скрывают тяжелые складки одежды.
Скульптура расположена на верхнем ярусе алтаря, справа, над «Святым Павлом».